# A48 road
Die A48 road (englisch für Straße A48) ist eine 262 km lange, abschnittsweise als Primary route ausgewiesene Straße in Wales und in England, die teilweise als Europastraße 30 die Stadt Carmarthen mit Gloucester verbindet. Für ein kurzes Stück weist sie als A48(M) Autobahncharakter auf.

## Verlauf

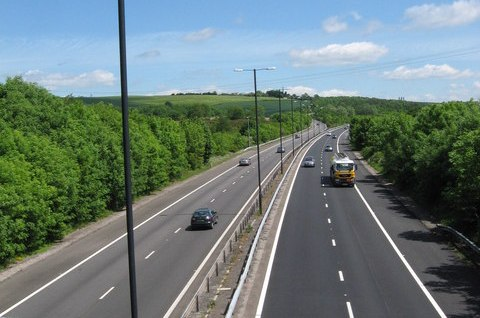
Der A48(M) bei Castleton

Die A48 zweigt in Carmarthen von der A40 road, die von der Irischen See kommend bis dahin die E30 bildete, ab und führt als dual carriageway die E30 in Richtung zum M4 motorway weiter, der beim Anschluss junction 49 Pont Abraham die E30 weiterführt. DieA48 verliert dort ihren Charakter als Primary route und führt meist parallel zum M4 als einfache Landstraße weiter, umgeht dabei Swansea im Norden und führt über Neath, Port Talbot und Bridgend vorbei nach Cardiff, das sie wieder als Primary route im Norden umfährt. Östlich von Cardiff besteht eine Verbindung zum M4 über die A48(M). Die A48 führt nach Newport, entfernt sich dann von der Küste und kreuzt den M4 bei dessen Anschluss junction 24. Von dort an verläuft sie meist nördlich der M4 nach Chepstow, wird wieder zur Primary route und folgt dem Severn parallel zu dessen Westufer, nunmehr durch die Grafschaft Gloucestershire. Westlich von Gloucester vereinigt sie sich bei Highnam mit der A40 und endet.